# Zoquitlanzacualco
Zoquitlanzacualco är en ort i Mexiko.   Den ligger i kommunen Zoquitlán och delstaten Puebla, i den sydöstra delen av landet, 250 km sydost om huvudstaden Mexico City. Zoquitlanzacualco ligger 2 187 meter över havet och antalet invånare är 517.
Terrängen runt Zoquitlanzacualco är kuperad åt sydväst, men åt nordost är den bergig. Runt Zoquitlanzacualco är det ganska tätbefolkat, med 72 invånare per kvadratkilometer. Närmaste större samhälle är Coxcatlán, 14,1 km sydväst om Zoquitlanzacualco. I omgivningarna runt Zoquitlanzacualco växer i huvudsak blandskog.